# Nikos Sarganis
Nikos Sarganis   (Rafina, 13 de gener de 1954 - Atenes, 8 de desembre de 2024) va ser un porter de futbol grec de la dècada de 1980. Fou 58 cops internacional amb la selecció grega. Pel que fa a clubs, defensà els colors de Ilisiakos FC, Kastoria FC, Olympiakos FC, Panathinaikos FC, Athinaikos FC i PAOK FC.

## Palmarès
Olympiacos
- Lliga grega de futbol: 1980-81, 1981-82, 1982-83
- Copa grega de futbol: 1980-81

Panathinaikos
- Lliga grega de futbol: 1985-86, 1989-90
- Copa grega de futbol: 1985-86, 1987-88, 1988-89